# Helina conica
Helina conica är en tvåvingeart som först beskrevs av Stein 1920.  Helina conica ingår i släktet Helina och familjen husflugor. Inga underarter finns listade i Catalogue of Life.